# Umundurowanie ćwiczebne Marynarki Wojennej

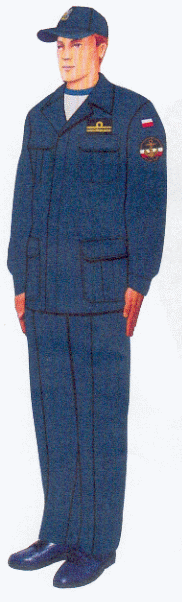
Żołnierz MW w umundurowaniu ćwiczebnym

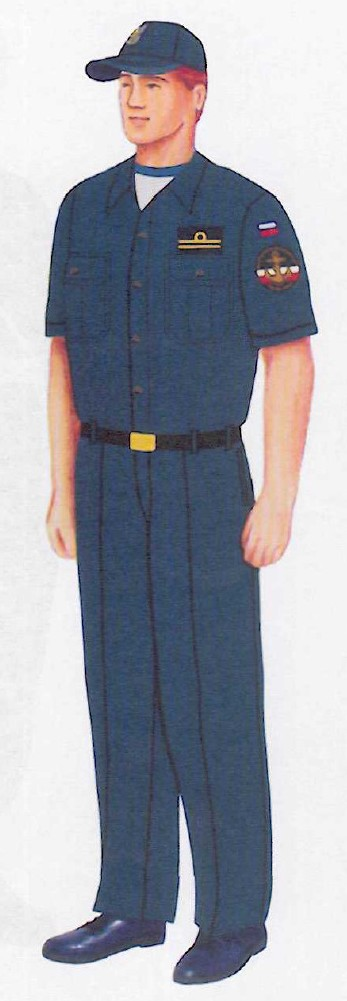
Żołnierz MW w umundurowaniu ćwiczebnym letnim

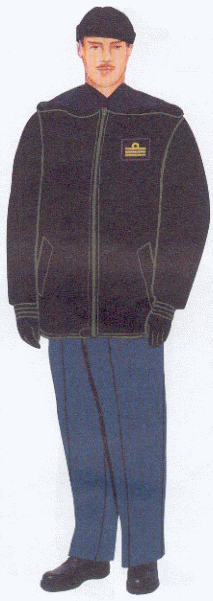
Żołnierz MW w umundurowaniu ćwiczebnym zimowym z kurtką nieprzemakalną i czapką z dzianiny

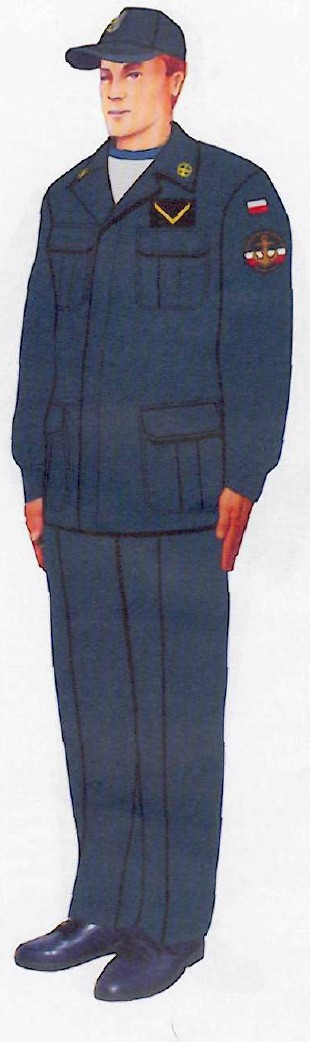
Podchorąży MW w umundurowaniu ćwiczebnym

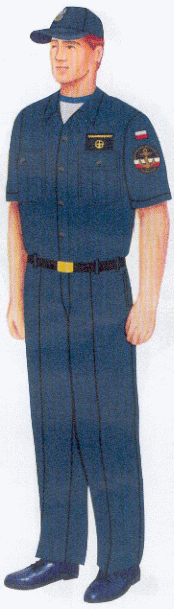
Podchorąży MW w umundurowaniu ćwiczebnym letnim

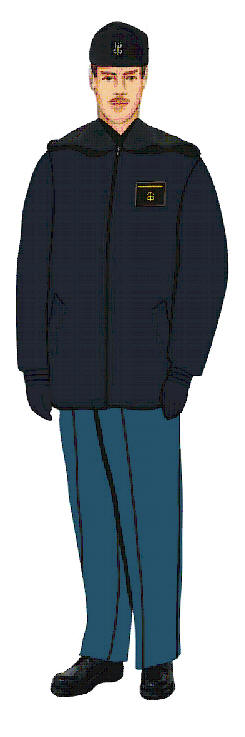
Podchorąży MW w umundurowaniu ćwiczebnym zimowym z kurtką nieprzemakalną i czapką futrzaną

Umundurowanie ćwiczebne Marynarki Wojennej – zestaw mundurów noszonych przez żołnierzy w Marynarce Wojennej Sił Zbrojnych RP oraz Jednostce Wojskowej Nr 4026 podczas służby na pokładach jednostek pływających. Poniższy wzór umundurowania ćwiczebnego MW obowiązuje od lat 90 XX wieku, ostatnie zmiany wprowadzono w roku 2012.

## Elementy umundurowania ćwiczebnego

### Nakrycia głowy
Czapka ćwiczebna jest czapką typu bejsbolówka koloru granatowego. Z przodu czapki umieszczono znak orła MW wykonany metodą haftu.
Czapka ćwiczebna marynarska tropikalna
Czapka futrzana jest wojskową wersją uszanki. Przeznaczona jest na okres zimowy. Na czapce futrzanej umieszcza się metalowy znak orła Marynarki Wojennej.
Czapka zimowa wykonana z dzianiny wełnianej w kolorze czarnym, podklejonej od wewnątrz poliestrową dzianiną typu „polar”.
Beret marynarski koloru czarnego ze znakiem orła MW. Posiada doszytą tasiemkę (z gumy elastycznej), która pomaga utrzymywać beret na głowie w niekorzystnych warunkach atmosferycznych. Rozporządzeniem z dnia 9 maja 2012 ma zastąpić używane dotąd czapki ćwiczebne.

### Koszule, bluzy i spodnie
Koszulka z krótkimi rękawami i lamówką wykonana jest z bawełnianej dzianiny interlokowej w kolorze stalowym. Dekolt koszulki został odszyty plisą w kolorze granatowym, a rękawy zostały wykończone lamówką w kolorze granatowym.
Koszulka tropikalna z krótkimi rękawami wykonana jest z tkaniny w kolorze granatowym. Sukcesywnie zastępuje Koszulki z krótkimi rękawami i lamówką.
Koszulka z długimi rękawami i lamówką wykonana z bawełnianej dzianiny interiokowej w kolorze stalowym. Dekolt koszulki odszyty plisą w kolorze granatowym, podobnie jak w wariancie z krótkim rękawem. Rękawy zakończone ściągaczami w kolorze zasadniczym.
Bielizna zimowa specjalna Marynarki Wojennej wykonana jest z tkaniny polarowej koloru granatowego. Sukcesywnie zastępuje Koszulki z długimi rękawami i lamówką.
Koszula ćwiczebna marynarska z krótkimi rękawami wykonana z tkaniny w kolorze granatowym. Zapinana z przodu na guziki odzieżowe. Z przodu u góry naszyte dwie kieszenie zapinane na guzik. Brak jakiegokolwiek elementów do mocowania naramienników, na rękawach naszyte rzepy służące do mocowania oznak przynależności państwowej. Występuje też wersja damska zapinana na stronę damską.
Koszula ćwiczebna marynarska z długimi rękawami typu topik wykonana z tkaniny w kolorze granatowym. Zapinana z przodu na guziki odzieżowe. Z przodu u góry naszyte dwie kieszenie zapinane na guzik. Brak jakiegokolwiek elementów do mocowania naramienników, na rękawach naszyte rzepy służące do mocowania oznak przynależności państwowej. Występuje też wersja damska zapinana na stronę damską.
Bluza ćwiczebna jest uproszczoną bluzą munduru wz. 93. Wykonana jest z tkaniny w kolorze granatowym. Posiada cztery kieszenie naszyte z przodu zapinane na guziki kryte. Całość zapinana na guziki. Bluza nie posiada naramienników oraz kieszeni na rękawach.
Bluza ćwiczebna wzór 2010. Wprowadzona rozporządzeniem z dnia 9 maja 2012, ma zastąpić Bluzę ćwiczebną.
Bluza ćwiczebna letnia wzór 2010. Wprowadzona rozporządzeniem z dnia 9 maja 2012.
Spodnie ćwiczebne wykonane są z tkaniny w kolorze granatowym. Krój klasyczny, prosty. Rozporek zapinany na guziki. Spodnie posiadają tylko dwie kieszenie klasyczne. Szerokość w pasie dostosowywana za pomocą dwóch klamerek umieszczonych po bokach.
Spodnie ćwiczebne wzór 2010 Wprowadzone rozporządzeniem z dnia 9 maja 2012, mają zastąpić Spodnie ćwiczebne.
Spodnie ćwiczebne letnie wzór 2010. Wprowadzone rozporządzeniem z dnia 9 maja 2012.
Spodnie ćwiczebne krótkie wykonane są z tkaniny w kolorze granatowym.
Sweter typu „półgolf” dla załóg jednostek pływających  wykonany z dzianiny (o składzie materiałowym: 90% wełny, 10% akrylu) w kolorze czarnym. Zapinany na zamek błyskawiczny.
Sweter oficerski wykonany jest z dzianiny wełnianej w kolorze czarnym. Posiada wzmocnienia na rękawach i łokciach oraz naramienniki.

### Nakrycia wierzchnie
Kurtka zimowa nieprzemakalna (tzw. moleskin) wykonana jest z tkaniny PES w kolorze czarnym. Zapinana na zamek błyskawiczny, posiada także wszyty na stałe ocieplacz. Dół ściągnięty jest na bokach taśmą gumową. Do podkroju szyi wszyty jest kaptur. Podpinka z kołnierzem futrzanym dopinana jest do kurtki zamkiem błyskawicznym. Na plecach kurtka posiada odblaskowy napis „MARYNARKA WOJENNA R P”
Ubranie ochronne Marynarki Wojennej. Jest to komplet: kurtka, spodnie oraz ocieplacze.

### Akcesoria
Rękawice 5-palcowe wykonane z czarnego ortalionu. Lekko watowane. W okolicy nadgarstka zastosowano ściągacz.
Szalokominiarka wykonana z dzianiny w kolorze czarnym.
Pas żołnierski z klamrą MW wykonany z czarnego poliamidu. Posiada metalową, czarną klamrę z wytłoczonymi literami MW.
Pasek do spodni wykonany z czarnej skóry naturalnej. Posiada klamrę z wytłoczonymi literami MW oraz kotwicą.
Rękawice oficerskie wykonane ze skóry w kolorze czarnym.

### Obuwie
Trzewiki (tzw. desanty) wykonane są z czarnej skóry naturalnej. Cholewa wysoka – sięgająca za kostkę, poszwa z małym protektorem.
Trzewiki letnie wykonane są z czarnej, wodoodpornej skóry bukatowej. Cholewa wysoka - sięgającą za kostkę. Posiadają wstawki z tkaniny typu Cordury. W celu poprawienia wodoodporności zastosowano membranę paroprzepuszczalną. Spody montowane są metodą bezpośredniego wtrysku
Buty specjalne (tzw. Krupczaki) wykonane są ze skór bydlęcych o podwyższonej odporności na przemakanie. W butach zastosowano klejony system montażu podeszwy. Podszewka obuwia wykonana jest z materiału trójwarstwowego z membraną paroprzepuszczalną.
Półbuty ćwiczebne w kolorze granatowym.

## Zestawy
Umundurowanie ćwiczebne MW składa się z 3 zestawów: jednego zimowego i dwóch letnich.

### Zestaw 1 (zima)
Zestaw zawiera:
- Czapka ćwiczebna[r]
- Bluza ćwiczebna
- Spodnie ćwiczebne
- Kurtka zimowa nieprzemakalna
- Szalokominiarka
- Koszulka z długimi rękawami i lamówką
- Rękawice 5-palcowe
- Pas żołnierski z klamrą MW[s]
- Trzewiki, buty specjalne lub półbuty ćwiczebne

### Zestaw 2 (lato)
Zestaw zawiera:
- Czapka ćwiczebna
- Bluza ćwiczebna
- Spodnie ćwiczebne[t]
- Kurtka zimowa nieprzemakalna
- Koszulka z krótkimi rękawami i lamówką
- Pas żołnierski z klamrą MW[s]
- Sweter oficerski[u]
- Trzewiki, trzewiki letnie lub półbuty ćwiczebne

### Zestaw 3 (lato)
Zestaw zawiera:
- Czapka ćwiczebna
- Bluza ćwiczebna
- Spodnie ćwiczebne[t]
- Koszulka z krótkimi rękawami i lamówką
- Koszula ćwiczebna
- Pasek do spodni z klamrą MW
- Trzewiki, trzewiki letnie lub półbuty ćwiczebne

Ponadto: 
- W czasie ćwiczeń czapkę ćwiczebną marynarze mogą zastąpić hełmem bojowym, w zimie z szalokominiarką.
- Bluzę ćwiczebną można użytkować z podwiniętymi rękawami.
- Dopuszcza się noszenie bluzy ćwiczebnej razem z koszulą ćwiczebną zapiętą pod szyją lub z rozpiętym guzikiem, w zależności od warunków atmosferycznych.
- Dopuszcza się noszenie swetra oficerskiego razem z koszulą ćwiczebną z wyłożonym kołnierzykiem.
- Dopuszcza się użytkowanie półbutów koloru czarnego zamiast trzewików lub półbutów ćwiczebnych.
- Dopuszcza się użytkowanie bluzy ćwiczebnej lub koszuli ćwiczebnej bez koszulki z krótkimi (długimi) rękawami i lamówką.
- W lecie na okrętach i pomocniczych jednostkach pływających dopuszcza się w czasie niesprzyjających warunków atmosferycznych noszenie: szalokominarki i rękawic 5-palcowych.

## Zasady noszenia oznak wojskowych na umundurowaniu ćwiczebnym

### Oznaka przynależności państwowej
Oznakę przynależności państwowej w postaci flagi RP o wymiarach 30 mm (wysokość) x 48 mm (podstawa) nosi się na obu rękawach: koszuli ćwiczebnej oraz bluzy ćwiczebnej 30 mm poniżej wszycia rękawów.

### Oznaki stopni wojskowych
Oznaki stopni wojskowych w formie prostokątnej naszywki nosi się na wysokości lewej piersi na:
- kurtce zimowej nieprzemakalnej
- koszulach ćwiczebnych
- bluzach ćwiczebnych
- swetrach

Oznaki stopni wojskowych w Marynarce Wojennej na umundurowaniu ćwiczebnym są barwy złotej.

### Oznaki szkolne
Oznakę szkolną barwy złocistej nosi się na:
- kołnierzach bluz ćwiczebnych – na końcu kołnierza przy styku z klapami
- kurtkach zimowych nieprzemakalnych oraz koszulach ćwiczebnych – poniżej oznaki

stopnia wojskowego; posiadający stopień marynarza – na kurtce na środku podkładki; na koszuli ćwiczebnej – bezpośrednio nad lewą kieszenią

### Oznaka rozpoznawcza Marynarki Wojennej
Oznakę rozpoznawczą MW nosi się na lewym rękawie koszuli ćwiczebnej oraz bluzy ćwiczebnej 20 mm poniżej oznaki przynależności państwowej.

### Oznaka identyfikacyjna z nazwiskiem
Naszywkę identyfikacyjną z nazwiskiem w formie prostokąta o kolorze granatowym z wyszytymi złotymi literami umieszcza się bezpośrednio nad prawą górną kieszenią koszul i bluz ćwiczebnych.

## Nowe elementy umundurowania ćwiczebnego MW
13 stycznia 2009 roku w Łodzi w Wojskowym Ośrodku Badawczo-Wdrożeniowym Służby Mundurowej (WOBWSM) odbyło się pierwsze spotkanie poświęcone opracowaniu projektu nowych elementów munduru ćwiczebnego dla żołnierzy naszej floty. Po testach i konsultacjach ostateczną wersję nowej bluzy i spodni ćwiczebnych opracowano w roku 2010. Nowe mundury ćwiczebne oznaczone jako Mundur ćwiczebny marynarki wojennej wzór 2010 wprowadzono 30 kwietnia 2012 roku wraz z nowym mundurem polowym.
Najważniejsze zmiany dotyczą:
- mundur ćwiczebny marynarki wojennej wzór 2010 zastępuje dotychczasowy mundur ćwiczebny marynarki wojennej
- mundur ćwiczebny letni marynarki wojennej wzór 2010 zastępuje dotychczasowy mundur ćwiczebny tropikalny marynarki wojennej
- wprowadzenie beretu marynarskiego zamiast czapki ćwiczebnej